# 23817 Gokulk
23817 Gokulk là một tiểu hành tinh vành đai chính với chu kỳ quỹ đạo là 1427.7157056 ngày (3.91 năm).
Nó được phát hiện ngày 17 tháng 8 năm 1998.